# Jackson-Insel
Die Jackson-Insel (russisch остров Джексона, Ostrow Dscheksona) ist eine unbewohnte Insel des zu Russland gehörenden arktischen Franz-Josef-Landes.

## Geographie
Die Insel ist mit 521 km² Fläche die achtgrößte des Archipels. Ihr Inneres ist fast vollständig von Eis bedeckt. Eine ihrer beiden Eiskappen erreicht eine Höhe von 481 m. Von Nordwesten schneidet sich die De-Long-Bucht tief in die Insel ein. Die Jackson-Insel ist von ihren Nachbarinseln durch 5–10 km breite Meerengen getrennt: im Nordosten durch den Back-Kanal von der Karl-Alexander-Insel, im Südosten durch den Italienischen Kanal von der Payer-Insel und im Süden durch den Booth-Kanal von der Ziegler-Insel. Westlich befinden sich mehrere kleinere Inseln und Felseilande.
Vor allem im Westen der Jackson-Insel gibt es einige Brutfelsen von Seevögeln. Besonders zahlreich vertreten sind der Krabbentaucher, die Gryllteiste und die Dreizehenmöwe.

## Geschichte

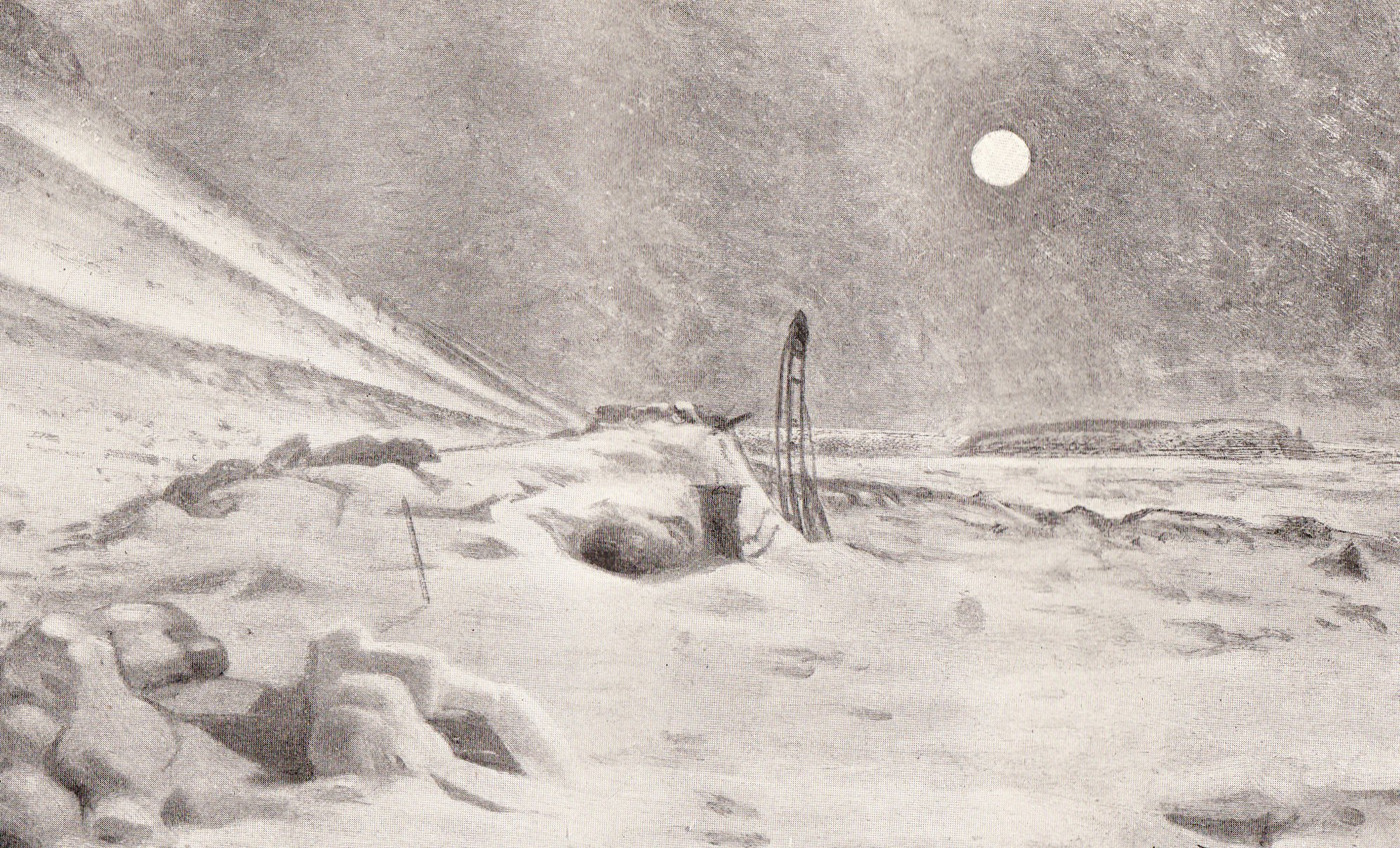
Das Winterquartier von Nansen und Johansen auf der Jackson-Insel

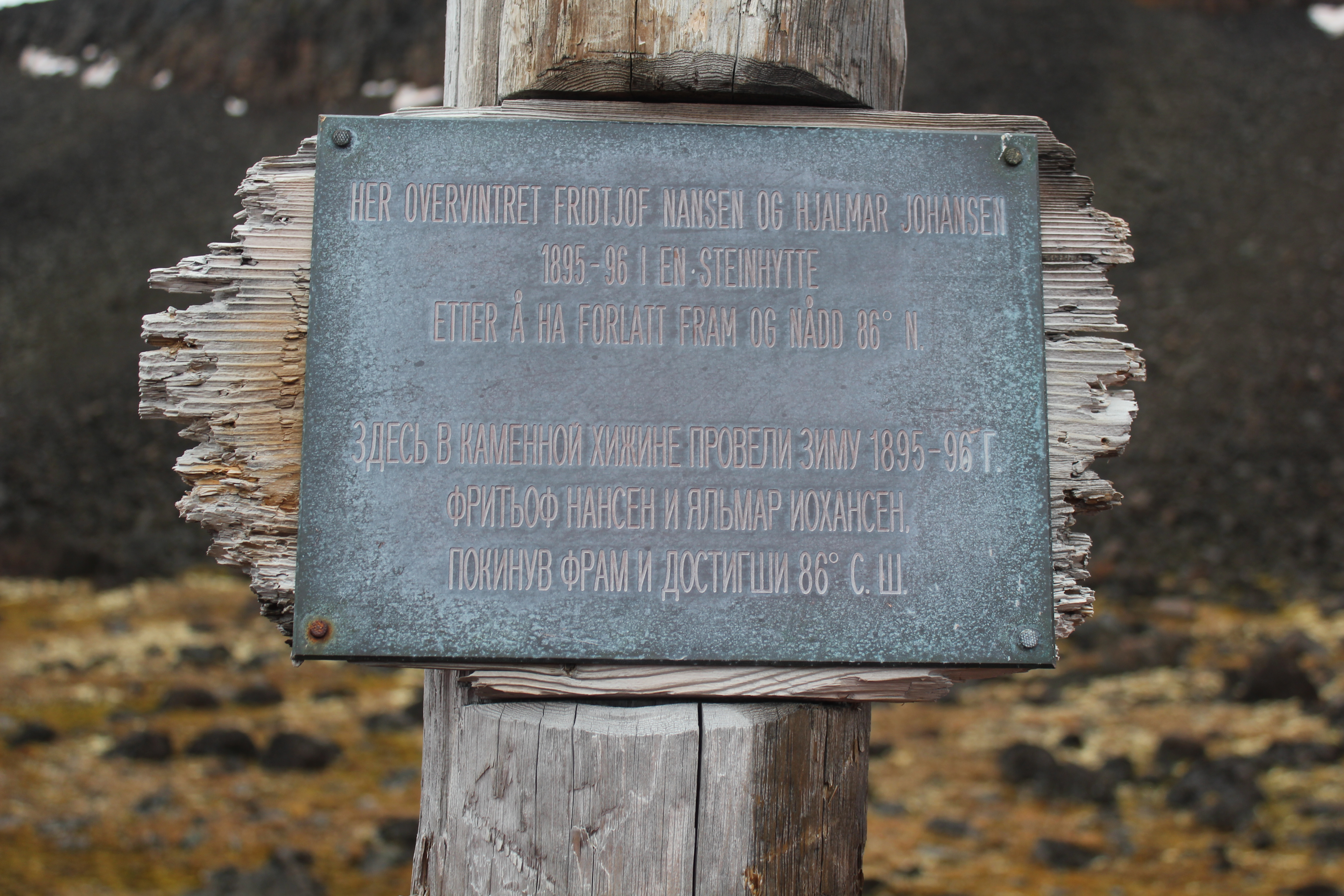
Gedenktafel für Nansen und Johansen

Die Insel wurde erstmals von der Österreichisch-Ungarischen Nordpolexpedition im Frühjahr 1874 gesichtet. Julius Payer kartierte ihren Ostteil um Kap Kremsmünster und hielt sie und ihre Nachbarinseln für Teile einer größeren Landmasse, die er nach einem Sponsor seiner Expedition Zichy-Land nannte. 1895 erreichte die Jackson-Harmsworth-Expedition die Insel und erforschte den Südwestteil bis Kap Hugh Mill, dem westlichsten Punkt der Insel. Vom 17. August 1895 bis zum 19. Mai 1896 überwinterten Fridtjof Nansen und Fredrik Hjalmar Johansen unter primitivsten Bedingungen am Kap Norvegia. Sie hatten zuvor bei dem Versuch, von dem mit dem Eis driftenden Schiff Fram aus per Hundeschlitten zum Nordpol vorzustoßen, den nördlichsten Punkt erreicht, an dem Menschen bis dahin gewesen waren. Als Nansen 1896 am Kap Flora auf der Northbrook-Insel Frederick Jacksons Lager fand und auf dessen Schiff nach Norwegen zurückkehren konnte, schlug er vor, die noch namenlose Insel nach seinem Retter zu benennen.
Der Nordteil der Jackson-Insel wurde 1900 von der Expedition des Herzogs der Abruzzen mit der Stella Polare kartiert. 1902 und 1904 wurde die Insel von weiteren Expeditionen besucht. Evelyn Baldwin barg eine von Nansen deponierte Nachricht von 1896 und übergab sie 30 Jahre später der norwegischen Gesandtschaft in Washington, D.C. Sie wird heute in der Bibliothek der Universität Oslo aufbewahrt.